# 피피누스 4세 기부스
곱사등이 피핀 혹은 곱추왕 피핀(Pepin the Hunchback, Pépin le Bossu, Pippin der Bucklige, 768년 4월 - 811년)은 프랑크 왕국 카롤링거 왕조 샤를마뉴의 첫 번째 아들이었다. 샤를마뉴와 히멜트루다의 아들로, 약간의 척추 측만증을 앓던 그는 곱사등이라는 별명이 붙었다. 점점 그의 등 굽이는 심해졌고, 그가 곱사등이였던 것에 불만을 품은 샤를마뉴는 그의 황태자직을 박탈하였다.
일설에는 그가 상속권을 박탈당할 것을 우려하여 먼저 반란을 기도하다가 적발되었다고도 한다. 이후 아헨의 궁정에서 왕자 대우를 받았으나 상속권은 박탈당하였고, 한때 수도사로 지내기도 했다. 792년 일부 귀족들을 포섭한 뒤 부왕 샤를마뉴에 대항해 반란을 일으켰다가, 공모자들이 발각되면서 실패하고 로타링기아의 푀른 수도원(Prüm Abbey)에 유배되었다. 일명 피핀 4세(Pepin IV)로도 부른다. 한편 그는 소설과 시, 희곡 등의 문학작품의 주인공이 되기도 했다.

## 생애

### 출생과 격하
피핀은 768년 4월에 프랑크 왕국 북서부에서 샤를마뉴와 알레만 혹은 알사스의 소귀족 가문 출신인 그의 첫 부인 이멜트루다(Himiltrude)의 아들로 태어났다. 첫 아들임을 기뻐한 샤를마뉴는 특별히 그에게 아버지와 같은 이름인 피핀이라 이름하였다. 피핀이 태어난 것은 할아버지인 단신왕 피핀의 생존시라고도 하고, 767년 생 설도 있고, 769년생이라고도 한다. 그의 어머니 이멜트루다는 샤를마뉴의 첫 부인이었으나 이혼하였다. 그에 따라 일부 사가들은 이멜트루다를 샤를마뉴 대제의 정식 부인이 아니라는 주장을 하기도 했다. 바로 교황 스테파노 3세는 그가 태어나자마자 축성해주었고, 바로 왕실의 적장자로 승인해주었다. 이는 그에게 할아버지와 선조들의 이름이 붙여진 것으로서 확정되는 듯 했다. 그러나 약간의 척추 측만증을 앓던 그는 점차 등이 눈에 띄게 굽어졌다. 프랑크 왕국의 작가 아인하르트는 자신의 저서 비타 카롤리(Vita Karoli)에서 그가 등쪽의 기형을 앓거나, 다소 신체 균형이 맞지 않았다고 다소 애매하게 묘사하였다.
829년~836년경 이탈리아의 로마 가톨릭 사제가 에버하르투스 프리울리의 명으로 작성된 풀다 연대기 사본에 그의 모습이 나타나 있다. 풀다 연대기의 그림 중 아버지 카롤루스 대제가 오른편에 앉아 있고, 왼편에는 칼을 차고 지팡이를 짚고 앉아있는 피피노 카를로만, 아래 쪽에는 왜소한 체구에 꼽추병을 앓는 이복 형 곱사등이 피핀이 앉아있는 모습이 묘사되어 있다.
그러나 첫 아들이 곱사등이인 것에 충격을 받은 샤를마뉴는 이멜트루다와 이혼하고, 어머니 이멜트루다는 내쳐졌다. 그의 지위도 동시에 사생아로 격하되었다. 파울로스 디아코누스는 그가 정식 결혼 전에 얻은 사생아라고 한다. 769년 피핀의 친 누이동생 아말트루드(Amaltrude 또는 Amaudru) 역시 사생아로 격하되었다. 프랑크 족은 다른 게르만 부족과 마찬가지로 일부다처제였고, 그가 사생아로 격하된 배경에는 부왕 샤를마뉴가 로마 교회의 지도자와 보호자를 자처하면서 규범인 일부일처제를 수행하지 않은 것을 교황 하드리아노 1세를 비롯한 일부 귀족들에게 지적당하자, 그를 사생아로 만들었다는 견해도 있다.
그의 어머니의 이름은 오랫동안 알려져있지 않았다가, 후일 아인하르트가 이멜트루다라 기록하여 후세에 알려지게 되었다. 이멜트루다는 내쳐졌고, 부왕 샤를마뉴는 랑고바르드의 왕 데시다리우스(Desiderius)의 딸 데시데리아(Desiderata)와 결혼했다가, 랑고바르드 왕국이 샤를마뉴의 동생 카를로만을 지지한 것에 분노하여 이혼당했다. 샤를마뉴는 자신의 후궁 중 한 사람인 히스파니아 백작의 딸 히스파니아의 힐데가르트를 왕비로 간택한다.

### 왕자 시절
이멜트루다가 내쳐지고 계모로 랑고바르드의 데시데리우스와 빈츠가우의 힐데가르트가 차례로 왕비가 된 뒤에도 피핀은 계속 아버지의 아헨 왕궁에서 계속 거주하였다. 그러나 그는 부왕의 냉대를 받았다. 부왕 샤를마뉴는 왕위 계승권을 포기하는 대신 메츠의 주교 자리를 제안하였으나, 피핀은 그 제안을 거절하였다.
770년 샤를마뉴의 후궁이었다가 뒤에 황후가 된 히스파니아의 힐데가르트는 아들 피피노 카를로만, 청년왕 샤를, 로타르(요절)와 루트비히 쌍둥이 형제 등을 낳아주었고, 그의 지위는 다소 위태롭게 되었다. 샤를마뉴도 그가 꼽추병을 앓는 것을 내심 탐탁치 않게 여겼다. 780년 피핀은 왕세자 자리에서 폐출당하였다. 780년 4월부터 781년 1월까지 샤를마뉴가 롬바르디아로 두 아들 피피노 카를로만과 루트비히를 데리고 알프스산맥을 넘어 로마 교황의 축성을 받게할 때도 그는 배제되었다. 이때 그는 장애를 이유로 상속권을 박탈당했다.
784년 샤를마뉴는 후궁인 파스트라다를 새 왕비로 격상시켰지만 피핀은 여전히 황자 대우를 받으며 아헨의 궁정에 머무를 수 있었다. 니타르트에 의하면 파스트라다는 장애를 앓던 그를 괴롭혔다.
샤를마뉴는 그의 신체적 장애를 이유로 황태자직을 박탈하였다. 장애를 앓고 있던 그는 비록 상속권이 박탈당했지만 이후 황자로서의 대접은 받았다. 샤를마뉴는 아들의 상속권은 박탈했지만, 그의 지위를 어린 이복동생들보다 상급자로 대접하게 했다. 일설에는 그가 아버지 샤를마뉴에 대항하여 쿠데타를 기도했다는 의혹이 있다. 나중에 일으킨 모반이 실패하면서 결국 룩셈부르크의 라인강과 모젤강 근처 푀른의 수도원에 보내 강제로 머리를 깎고 수도사로 만들기도 했다.

### 생애 후반
792년에는 부왕 샤를마뉴의 암살을 기도했다가 파르둘프(Fardulf) 주교의 배신으로 체포, 미수에 그쳤다. 사건 직후 그는 푀른 수도원에 유폐, 감금되었다.
791년부터 792년 샤를마뉴의 절대권력에 반발한 귀족들은 반란을 일으켜 샤를마뉴와 힐데가르트 소생 아들 피피노 카를로만과 청년왕 샤를, 루트비히를 죽이려 했고, 피핀은 부왕에게 반기를 든 귀족들과 내통, 샤를마뉴가 바이에른으로 가 있을 때, 레겐스부르크에서 반란을 일으켰다. 이때 샤를마뉴의 반대파 귀족들은 그를 왕으로 추대하였다. 한 세대 뒤의 역사가이자 피핀의 배다른 외조카였던 니타르트에 의하면 피핀이 아버지를 상대로 쿠데타를 일으키게 된 원인은 다른 계모인 파스트라다의 괴롭힘을 견디지 못했기 때문이라고도 한다. 그러나 파스트라다가 피핀을 어떻게 괴롭혔는지 니타르트는 구체적으로 기록하지는 않았고, 다만 파스트라다가 피핀을 괴롭힌 것이 귀족들과 파스트라다, 샤를마뉴 사이에 갈등의 원인이 되었다고 암시하였다. 피핀의 쿠데타 기도는 사전에 발각되었고, 롬바르디아 출신 파르둘프 주교 등 배신자들의 밀고로 전원 체포당하고 만다. 샤를마뉴는 자신의 영토를 분배할 때 피핀에게도 일부 영지를 부여하려 했지만 다른 아들들의 반대로 그에게는 영토를 주지 못했다. 피핀은 여기에도 불만을 품게 되었다.
레겐스부르크를 거쳐 바이에른으로 가던 샤를마뉴는 회군, 쿠데타에 동조한 귀족들은 모두 체포된 뒤 영지는 몰수당하고 처형당했다. 샤를마뉴는 처음에 그를 사형에 처하려 하였으나, 곧 생각을 바꾸어 의회를 소집한 뒤, 한 등급 감하여 룩셈부르크의 라인강과 모셀 사이에 있는 푀른 수도원에 유폐시켰다. 피핀 외에도 샤를마뉴는 788년에 사로잡은 조모 쪽 친척인 바이에른 공작 타실로 3세에게도 사형을 구형했다가 한등급 감해서 수도원으로 보낸 일이 있다. 806년 2월 샤를마뉴는 티옹빌 칙령을 내려 자신의 제국을 3등분하여 아들 피피노 카를로만과 청년왕 샤를, 루트비히에게 분배하였다. 이때도 그는 배제되었다. 이때 샤를마뉴는 피핀의 몫으로도 영토를 분할하려 했으나 다른 세 아들의 반발이 심하자 그만두었다.
피핀은 811년에 로트링겐의 푀른 수도원 또는 아헨에서 사망했다. 정확한 사망 원인은 전하지 않으며 전염병으로 추정된다.

### 사후
매장지에 대한 기록이 전하지 않는다. 결혼과 자녀 수에 대한 자료는 불확실하다. 후일 샤를마뉴의 아들을 소재로 한 뮤지컬, 영화 피핀의 주인공이 그라는 설과 그의 이복동생 피피노 카를로만이라는 설이 있다.

## 가족 관계
- 부왕 : 샤를마뉴(740년 - 814년)
- 모후 : 이멜트루다(Himiltrude)
  - 여동생 : 아말트루드(Amaltrude 또는 Amaudru)
- 계모 : 스페인의 힐데가르트
  - 이복 동생 : 피피노 카를로만
  - 이복 동생 : 샤를 청년왕
  - 이복 동생 : 로타르, 루트비히 1세의 쌍둥이
  - 이복 동생 : 루트비히 1세 경건왕
  - 이복 여동생 : 힐데가르트
  - 이복 여동생 : 아델라이드

## 기타
그가 장애인인 것에 실망한 아버지 샤를마뉴는 카를로만이라 이름했던 둘째 아들에게 피핀이라는 이름을 붙여 피핀 카를로만이라 부르게 했다.

## 같이 보기
- 카롤링거 왕조
- 피핀
- 란덴의 피핀 : 피핀 1세
- 피핀 드 헤르스탈 : 피핀 2세
- 피핀 단신왕 : 피핀 3세
- 피피노 : 이탈리아의 피핀, 피핀 카를로만, 곱사등이 피핀의 이복 동생
- 카롤루스 대제

## 참고 자료
- Pippin, Broadway-Musical (1972) von Stephen Schwartz, das sehr frei auf der Biographie Pippins des Buckligen beruht
- Airlie, Stuart. "The Aristocracy: Captains and Kings." Charlemagne: Empire and Society. Ed. Joanna Story. Manchester: Manchester UP, 2005. pp 90–101.
- Augustine, St. "Book XL." City of God. Christian Classics Ethereal Library. Web. 11 Dec. 2012.
- Barbero, Alessandro. Charlemagne: Father of a Continent. Berkeley: University of California, 2004. pp 133, 134, 136, 137, 149, 341.
- Becher, Matthias. Charlemagne. New Haven: Yale UP, 2003. pp 121, 123, 127.
- Capitularia Regum Francorum. Hannoverae: Impensis Bibliopolii Hahniani, 1881–97. Entry 23.
- Dumas, Alexander. "Episodes from Pépin et Charlemagne". Selected and edited, with notes, by J. D. Whyte. London, Rivingtons, 1889.
- Einhard, and Notker The Stammerer. Two Lives of Charlemagne. Trans. David Ganz. N.p.: Penguin, 2008. pp 33, 45, 46, 48, 49, 51, 101, 102, 103
- Goffart, Walter. "Paul the Deacon's 'Gesta Episcoporum Mettensium' and the Early Design of Charlemagne's Succession." Traditio 42 (1986): 59–93. doi:10.1017/S0362152900004049. JSTOR 27831181.
- Hammer, Carl I. "'Pipinus Rex': Pippin's Plot of 792 and Bavaria." Traditio 63 (2008): 235–76. doi:10.1353/trd.2008.0005. JSTOR 27832082.
- Hodgkin, Thomas. The Life of Charlemagne (Charles the Great). [Whitefish, MT]: Kessinger Pub., 2006. pp 130, 139, 140
- King, P. D. "Lorsch Annals." Charlemagne: Translated Sources. Lambrigg, Kendal, Cumbria: P.D. King, 1987. pp 137–45.
- McKinney, Mary E., trans. The Saxon Poet's Life of Charles the Great. New York: Pageant, 1956. pp 7, 26.
- McKitterick, Rosamond. Charlemagne: The Formation of a European Identity. Cambridge: Cambridge UP, 2008. p 84.
- Nelson, Janet L. (2002) "Charlemagne – pater optimus?" Am Vorabend der Kaiserkrönung: Originally published 2002. pp 76, 269–282.
- Ohnacker, Elke. "'What If... Charlemagne's Other Sons had survived?' Charlemagne's Sons and the Problems of Royal Succession." Historical Social Research/Historische Sozialforschung 34(2) (2009): pp 184–202. doi:10.12759/hsr.34.2009.2.184-202. JSTOR 20762362.
- Riché, Pierre. The Carolingians: A Family Who Forged Europe. Trans. Michael I. Allen. Philadelphia: University of Pennsylvania, 1993. p 135
- Scholz, Bernhard Walter, Barbara Rogers, and Nithard. Carolingian Chronicles: Royal Frankish Annals and Nithard's Histories. Ann Arbor: University of Michigan, 1972. pp 6–8, 58–64.
- Simek, Rudolf. Heaven and Earth in the Middle Ages: The Physical World before Columbus. Woodbridge, Suffolk: Boydell, 1996. p 91.
- Willard, Barbara, and Emil Weiss. Son of Charlemagne. Bethlehem Books, 1998. pp 12, 34.
- Winston, Richard. Charlemagne: From the Hammer to the Cross. Indianapolis, Indiana: Bobbs-Merrill, 1954. pp 41, 211.
- Michel Mourre, Le Petit Mourre. Dictionnaire d'Histoire universelle, Éditions Bordas, avril 2007 (ISBN 978-2-04-732194-2)
- Pierre Riché, Les Carolingiens, une famille qui fit l'Europe, Paris, Hachette, coll. « Pluriel », 1983 (réimpr. 1997), 490 p. (ISBN 2-01-278851-3, présentation en ligne [archive])
- Jean-Charles Volkmann, Bien connaître les généalogies des rois de France, Éditions Gisserot, 1999, 127 p. (ISBN 978-2-87747-208-1)
- Georges Minois, Charlemagne, Perrin, Paris, 2010, pages 168-170 (naissance) et 280-281 (complot).